# مرسدس آام‌گ اف۱ دبلیو۱۰ ئی‌کیو پاور+
مرسدس آام‌گ اف۱ دبلیو۱۰ ئی‌کیو پاور+ (انگلیسی: ‎Mercedes AMG F1 W10 EQ Power+‎) یک خودروی مسابقه‌ای فرمول یک است که جهت شرکت در مسابقات فرمول یک قهرمانی جهان فصل ۲۰۱۹ توسط مرسدس-بنز و تحت مدیریت آلدو کاستا، جیمز آلیسن، مایک الیوت و جف ویلیس طراحی شده و توسعه یافته‌است. این خودرو در فصل جاری توسط دارنده پنج عنوان قهرمانی جهان، لوئیز همیلتون، و والتری بوتاس رانده می‌شود. لوئیز همیلتون برای هفتمین فصل، و والتری بوتاس برای سومین فصل متوالی است که برای تیم مرسدس رانندگی می‌کنند.
این خودرو جانشین خودروی مرسدس آام‌گ اف۱ دبلیو۰۹ ئی‌کیو پاور+ است،نام‌گذاری آن نمایانگر ادامهٔ رویکرد مرسدس برای به‌نمایش گذاشتن هرچه بیشتر خط مشی خودروهای برقی جاده‌ای خود است. در عین‌حال، نام آام‌گ نیز در این نام گنجانده‌شده،تا بازتاب دهندهٔ رابطهٔ میان مرسدس-آام‌گ و مرسدس-بنز باشد. شماره‌گذاری شاسی نیز طبق الگوی بکار رفته در مدل‌های پیشین ادامه یافته و برای شاسی این خودرو نام اف۱ دبلیو ۱۰ انتخاب شده‌است تا معرف دهمین خودروی فرمول یک باشد که مرسدس از سال ۲۰۱۰ ساخته‌است. این خودرو برای اولین بار در گراند پری ۲۰۱۹ استرالیا، راند افتتاحیه‌ی مسابقات فصل ۲۰۱۹ رونمایی شد.
تا پس از برگزاری گراند پری ۲۰۱۹ روسیه، خودروی اف۱ دبلیو۱۰ ئی‌کیو پاور+ موفق به ثبت یازده پیروزی در مسابقه (دو مورد بوتاس و نه مورد همیلتون)، هشت پول پوزیشن (چهار مورد بوتاس و چهار مورد همیلتون)، شش بار ثبت سریع‌ترین زمان (دو مورد بوتاس و چهار مورد همیلتون)، دو بار شروع از رده‌های یک و دو، و هشت بار پیروزی در جایگاه‌های اول و دوم شده‌است.

## معرفی و آزمون‌های پیش از فصل و در طول فصل
مرسدس آام‌گ اف۱ دبلیو۱۰ ئی‌کیو پاور+ در ۱۳ فوریه ۲۰۱۹ در پیست سیلورستون و طی وارسی اولیه توسط همیلتون و بوتاس به‌طور غیررسمی رونمایی شد. این خودرو از ۱۸ تا ۲۱ فوریه و سپس از ۲۶ فوریه تا ۱ مارس در آزمون‌های پیش از آغاز فصل در پیست بارسلون-کاتالونیا حضور یافت. در طول هشت روز آزمون، این خودرو ۱٬۱۹۰ دور را به پایان رساند؛ مسافت طی شده توسط این خودرو در طول آزمون‌ها برابر با ۵٬۵۳۵ کیلومتر (۳٬۴۳۹ مایل) بود که تقریباً با مجموع مسافت ۱۸ مسابقهٔ کامل برابری می‌کرد. علاوه بر این، جورج راسل، رانندهٔ تیم ویلیامز، و نیکیتا مازپین، نفر دوم رده‌بندی رانندگان در مسابقات قهرمانی سری جی‌پی۳ ۲۰۱۸ نیز در آزمون‌های طول فصل با این خودرو رانندگی کردند.

## طراحی و توسعه
تیم مرسدس در نخستین تلاش خود برای همگام شدن با آئین‌نامه‌های ۲۰۱۹ و ۲۰۲۰، دو بستهٔ آیرودینامیکی مجزا را در آزمایش‌های پیش از فصل مورد بررسی قرار داد که یکی از آن‌ها بر پایهٔ بالهٔ درون‌تنهٔ جلو، و دیگری بر اساس بالهٔ جلوی بیرون‌تنه طراحی شده‌بود. در طرح دوم، پیش از اینکه به‌عنوان بستهٔ مورد استفادهٔ تیم در مسابقات فصل ۲۰۱۹ برگزیده شود، دماغهٔ جلو، بارج‌بوردها، کف و پوشش موتور به‌طور قابل ملاحظه‌ای مورد بازبینی قرار گرفته‌بودند. این دو بستهٔ آیرودینامیکی در میان رسانه‌ها و سایر تیم‌های شرکت‌کننده در مسابقات به‌ترتیب با نام‌های «نوع-ای» و «نوع-بی» مورد اشاره قرار می‌گرفتند.
عملکرد دبلیو۱۰ در چهار راند اول فصل خوب بود، این خودرو بر خلاف مدل پیشین در ابتدای فصل بخاطر استحکامش در پیچ‌هایی با سرعت کم و متوسط، که یک ویژگی تازه بدست آمده بود، مشهور شد. پیروزی‌های مرسدس اف۱ دبلیو۱۰، که معمولاً با خودروی فراری که از سرعت بالایی در مسیرهای مستقیم برخوردار بوده و از نیروی پسار کم و چالاکی زیادی در سرعت‌های بالا بهره‌مند است مقایسه می‌شود، در بیشتر موارد با آسانی در کار کردن با مفهوم جدید تایرهای پیرلی به‌دلیل نیروی رو به پایین قابل توجه مرتبط دانسته می‌شود. این خودرو اولین بروزرسانی عمدهٔ خود را در گراند پری اسپانیا دریافت کرد، و پس از آن در جایزه بزرگ چین نیز یک بروزرسانی برای بالهٔ جلو و قطعهٔ بومرنگی روی بارج‌بوردها در آن اعمال شد.
مهم‌ترین ضعف این خودرو اولین بار در زمانی نمود یافت که در گراند پری اتریش اعضای رسمی تیم اظهار کردند که سیستم خنک‌کنندهٔ تحت فشار خودرو، در شرایط دما و ارتفاع بالا توانایی خود در عملکرد بهینه را از دست می‌دهد. متعاقباً در جایزه بزرگ آلمان بستهٔ بروزرسانی عمدهٔ دیگری بر روی این خودرو نصب شد. در این بستهٔ جدید، علاوه بر تغییرات جزئی اعمال شده، خروجی‌های رو به عقب سیستم خنک‌کننده، پره‌های روی ستون جانبی و تنظیمات بارج‌بوردها مورد بازبینی قرار گرفتند و صفحهٔ انتهای بالهٔ عقب نیز طراحی جدیدی را دریافت کرد. مرسدس بجز در گراند پری‌های بلژیک و ایتالیا که اختصاصاً نیازمند تنظیماتی با نیروی پسار کم بودند، در سایر راندهای بعدی با همین پکیج حضور یافت.
گفته می‌شد که پیشرانهٔ جدید در نظر گرفته‌شده برای فصل ۲۰۱۹ با نام مرسدس-آام‌گ اف۱ ام۱۰ ئی‌کیو پاور+، به‌ویژه در حالت‌های تحویل قدرت برای دورهای سریع تعیین خط، سرعت در مسیرهای مستقیم، و تولید نیروی الکتریکی، در مقایسه با پیشرانهٔ ۰۶۴ فراری از قدرت کمتری بهره‌مند است. اما علی‌رغم این موضوع، این پیشرانه همچنان به‌عنوان کم‌مصرف‌ترین پیشرانهٔ حاضر در مسابقات شناخته می‌شود؛ اگرچه در زمانی که تکرار سوم این موتور، «فاز سه»، در گراند پری‌های بلژیک و ایتالیا نقص‌های قابلی توجهی را از خود نشان داد، اطمینان‌پذیری این موتور نگرانی مرسدس را برانگیخت.

## خلاصه فصل

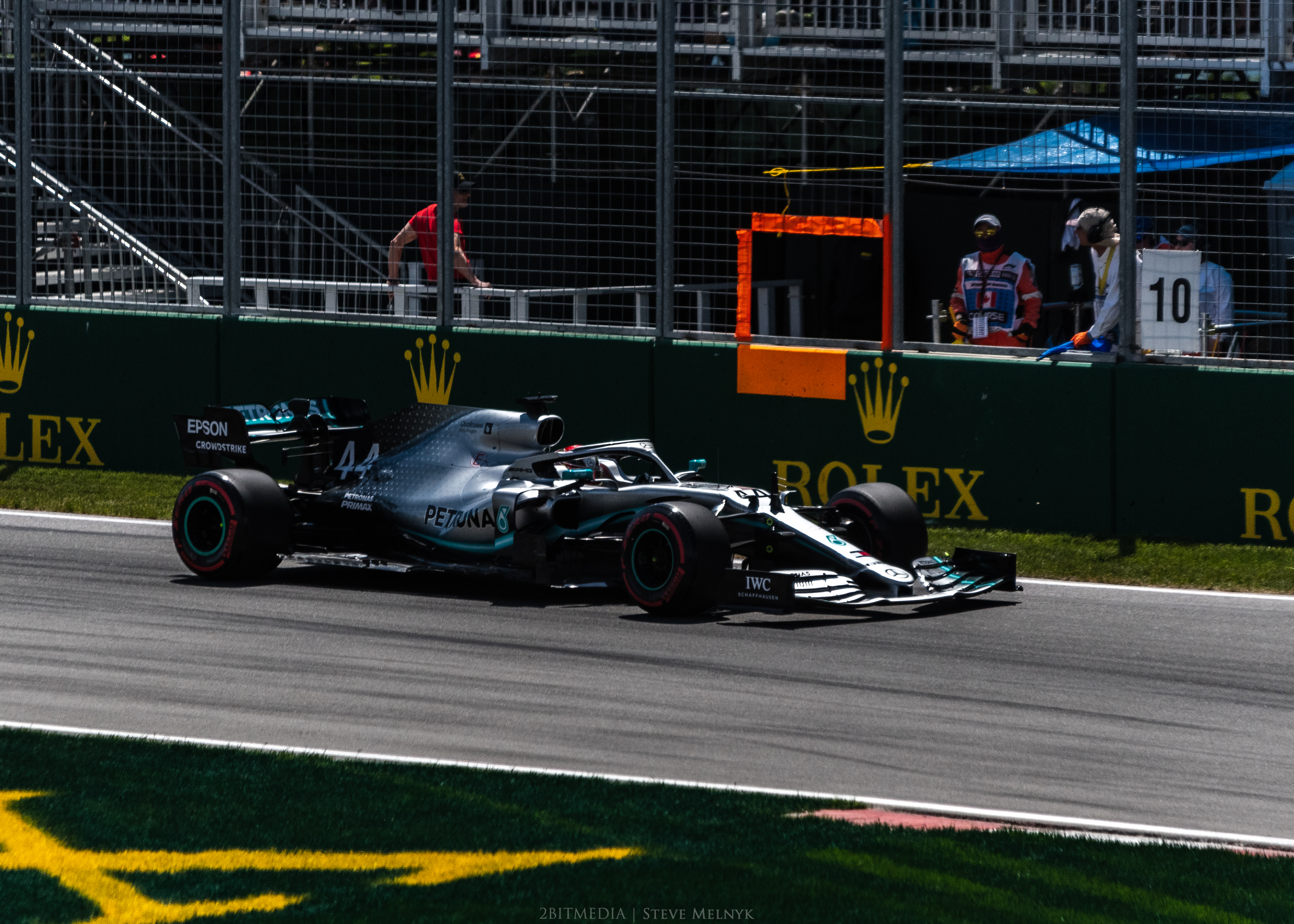
تصویر مرسدس آ ام گ اف ١ دبیلیو ١٠ ئی کیو پاور +

### راندهای آغازین
خودروهای فراری، که در آزمون‌های پیش از آغاز فصل به‌خوبی عملکرد خوب خود را نشان شده‌بودند، پیش از گراند پری استرالیا به‌عنوان محبوب‌ترین خودرو در نخستین مسابقهٔ فصل در نظر گرفته‌شدند. با این حال، خودروهای مرسدس شروع بسیار قوی‌ای داشتند و همیلتون نیز در هر سه مرحلهٔ تمرین آزاد در صدر جدول‌های زمانی قرار گرفت. در مرحلهٔ تعیین خط همیلتون به پول پوزیشن دست یافت و بوتاس نیز در ردهٔ دوم قرار گرفت. زمان ثبت شده توسط همیلتون ۰٫۷ ثانیه از خودروی فراری فتل، که در ردهٔ سوم قرار گرفته‌بود بهتر بود. همیلتون رکورد جدید ۱ دقیقه و ۲۰٫۴۸۶ ثانیه را برای پیست ملبورن به‌ثبت رساند و ششمین پول پوزیشن پیاپی خود در این پیست، و هشتمین پول پوزیشن خود در گراند پری استرالیا را کسب کرد. در روز یکشنبه، تیم مرسدس پس از آغاز مسابقه از ردیف نخست، مسابقه را در جایگاه‌های اول و دوم به پایان رساندند. به‌هنگام شروع مسابقه، از همیلتون پیشی گرفت و جایگاه اول خود را تا پایان مسابقه و دستیابی به یک پیروزی برجسته حفظ کرد. بوتاس برای ثبت سریع‌تری زمان طی یک دور پیست نیز یک امتیاز اضافه دریافت کرد و مجموع امتیاز دریافت شدهٔ او در این مسابقه ۲۶ امتیاز بود.
در راند بعدی در بحرین، مرسدس‌ها در هیچ‌یک از مراحل تمرین آزاد موفق به دست یافتن به جایگاه اول در جدول زمانی نشدند و پس از مرحلهٔ تعیین خط نیز با کسب ردهٔ سوم توسط همیلتون و چهارم برای بوتاس، در ردیف دوم پشت سر خودروهای فراری قرار گرفتند. در روز مسابقه، فتل نسبت به بوتاس شروع بهتری داشت. بوتاس پس از شروع مسابقه از همیلتون و لکلرک، که پول پوزیشن را در زمان شروع در اختیار داشت، جلو افتاد و پشت سر فتل قرار گرفت. اگرچه پس از اینکه در دور دوم مسابقه مرتکب اشتباه شد، دوباره به جایگاه چهارم در پشت سر لکلرک و همیلتون رفت. در اولین دور انجام پیت‌استاپ‌ها، همیلتون پس از اجرای یک آندرکات موفقیت‌آمیز، توانست از فتل جلو بیفتد با این حال، فتل خیلی زود موفق شد دوباره از همیلتون سبقت بگیرد، چرا که همیلتون با مشکل کمبود چسبندگی در لاستیک‌های سافت خودروی خود دست و پنجه نرم می‌کرد. همیلتون، پس از اینکه لاستیک‌های مدیوم را در دومین پیت‌استاپ خود بر روی خودرویش نصب کرد، با قدرت بیشتری به رقابت بازگشت. همیلتون متعاقباً موفق شد در بیرون پیچ ۴ در دور ۳۸ از فتل سبقت بگیرد. همزمان، فتل تحت تأثیر این سبقت قرار گرفت و خودروی او به دور خودش چرخید. او به ناچار مجبور شد که به پیت‌استاپ برود و این موضوع امکان رسیدن به جایگاه سوم را برای بوتاس فراهم کرد. چند دور بعد، بدشانسی دیگری برای فراری رخ داد؛ لکلرک گزارش داد که موتور خودروی او دچار مشکل شده‌است. هر دو خودروی مرسدس موفق شدند از فراری لکلرک که دچار نقص فنی بود سبقت بگیرند و پس از پیروزی همیلتون در پایان مسابقه، مرسدس موفق شد دومین پیروزی با کسب جایگاه‌های اول و دوم را در طول فصل برای خود ثبت کند.

## رکوردها
خودروی اف۱ دبلیو۱۰ ئی‌کیو پاور+ دارندهٔ رکوردهای فرمول یک زیر است:
- بیشترین تعداد کسب همزمان جایگاه‌های اول و دوم از زمان آغاز فصل: ۵ پایان در جایگاه‌های اول و دوم (از گراند پری ۲۰۱۹ استرالیا تا گراند پری ۲۰۱۹ اسپانیا)[۲۲]
- بیشترین تعداد کسب همزمان جایگاه‌های اول و دوم: ۵ پایان در جایگاه‌های اول و دوم (از گراند پری ۲۰۱۹ استرالیا تا گراند پری ۲۰۱۹ اسپانیا)[۲۲][ی ۱]

### رکوردهای زمانی
تا پیش از جایزه بزرگ مجارستان ۲۰۱۹ این خودرو دارنده رکوردهای زمانی رسمی و غیررسمی زیر بوده‌است:
| نوع     | مرحلهٔ ثبت | رویداد                   | پیست                   | طول پیست      | راننده        | زمان     | منبع             |
| ------- | --------- | ------------------------ | ---------------------- | ------------- | ------------- | -------- | ---------------- |
| غیررسمی | تعیین خط  | گراند پری ۲۰۱۹ استرالیا  | پیست جایزه بزرگ ملبورن | ۵٫۳۰۳ کیلومتر | لوئیز همیلتون | ۱:۲۰٫۴۸۶ | [ نیازمند منبع ] |
| غیررسمی | تعیین خط  | گراند پری ۲۰۱۹ آذربایجان | پیست شهری باکو         | ۶٫۰۰۳ کیلومتر | والتری بوتاس  | ۱:۴۰٫۴۹۵ | [ نیازمند منبع ] |
| غیررسمی | تعیین خط  | گراند پری ۲۰۱۹ اسپانیا   | پیست بارسلون-کاتالونیا | ۴٫۶۵۵ کیلومتر | والتری بوتاس  | ۱:۱۵٫۴۰۶ | [ نیازمند منبع ] |
| غیررسمی | تعیین خط  | گراند پری ۲۰۱۹ موناکو    | پیست موناکو            | ۳٫۳۳۷ کیلومتر | لوئیز همیلتون | ۱:۱۰٫۱۶۶ | [ نیازمند منبع ] |
| رسمی    | مسابقه    | جایزه بزرگ کانادا ۲۰۱۹   | پیست ژیل ویلنوو        | ۴٫۳۶۱ کیلومتر | والتری بوتاس  | ۱:۱۳٫۰۷۸ | [ نیازمند منبع ] |
| غیررسمی | تعیین خط  | جایزه بزرگ فرانسه ۲۰۱۹   | پیست پل ریکارد         | ۵٫۸۴۲ کیلومتر | لوئیز همیلتون | ۱:۲۸٫۳۱۹ | [ نیازمند منبع ] |
| غیررسمی | تعیین خط  | جایزه بزرگ بریتانیا ۲۰۱۹ | پیست سیلورستون         | ۵٫۸۹۱ کیلومتر | والتری بوتاس  | ۱:۲۵٫۰۹۳ | [ نیازمند منبع ] |
| رسمی    | مسابقه    | جایزه بزرگ بریتانیا ۲۰۱۹ | پیست سیلورستون         | ۵٫۸۹۱ کیلومتر | لوئیز همیلتون | ۱:۲۷٫۳۶۹ | [ نیازمند منبع ] |

## نتایج کامل در فرمول یک
(کلید) (نتایجی که به‌صورت پررنگ نوشته شده‌اند نشانگر پول پوزیشن، و نتایجی که به‌صورت ایتالیک نوشته شده‌اند نشانگر سریع‌ترین دور هستند)
| سال    | شرکت‌کننده                      | موتور                           | تایر | رانندگان      | گراند پری | گراند پری | گراند پری | گراند پری | گراند پری | گراند پری | گراند پری | گراند پری | گراند پری | گراند پری | گراند پری | گراند پری | گراند پری | گراند پری | گراند پری | گراند پری | گراند پری | گراند پری | گراند پری | گراند پری | گراند پری | امتیاز | قهرمانی سازندگان |
| سال    | شرکت‌کننده                      | موتور                           | تایر | رانندگان      | استرالیا  | بحرین     | چین       | آذربایجان | اسپانیا   | موناکو    | کانادا    | فرانسه    | اتریش     | بریتانیا  | آلمان     | مجارستان  | بلژیک     | ایتالیا   | سنگاپور   | روسیه     | ژاپن      | مکزیک     | آمریکا    | برزیل     | ابوظبی    | امتیاز | قهرمانی سازندگان |
| ------ | ------------------------------ | ------------------------------- | ---- | ------------- | --------- | --------- | --------- | --------- | --------- | --------- | --------- | --------- | --------- | --------- | --------- | --------- | --------- | --------- | --------- | --------- | --------- | --------- | --------- | --------- | --------- | ------ | ---------------- |
| ۲۰۱۹   | مرسدس آام‌گ پتروناس موتوراسپورت | مرسدس-آام‌گ اف۱ ام۱۰ ئی‌کیو پاور+ | P    | والتری بوتاس  | ۱         | ۲         | ۲         | ۱         | ۲         | ۳         | ۴         | ۲         | ۳         | ۲         | ب.        | ۸         | ۳         | ۲         | ۵         | ۲         |           |           |           |           |           | ۵۷۱*   | اول*             |
| ۲۰۱۹   | مرسدس آام‌گ پتروناس موتوراسپورت | مرسدس-آام‌گ اف۱ ام۱۰ ئی‌کیو پاور+ | P    | لوئیز همیلتون | ۲         | ۱         | ۱         | ۲         | ۱         | ۱         | ۱         | ۱         | ۵         | ۱         | ۹         | ۱         | ۲         | ۳         | ۴         | ۱         |           |           |           |           |           | ۵۷۱*   | اول*             |
| منابع: |                                |                                 |      |               |           |           |           |           |           |           |           |           |           |           |           |           |           |           |           |           |           |           |           |           |           |        |                  |

* فصل هنوز در جریان است.